# Arnoldo Mondadori Editore
Die Arnoldo Mondadori Editore S.p.A. ist eine italienische Verlagsgruppe und der größte Buchverlag Italiens. Die aus rund 50 Gesellschaften bestehende Unternehmensgruppe hat ihren Sitz in  Mailand und wurde 1907 von Arnoldo Mondadori gegründet.

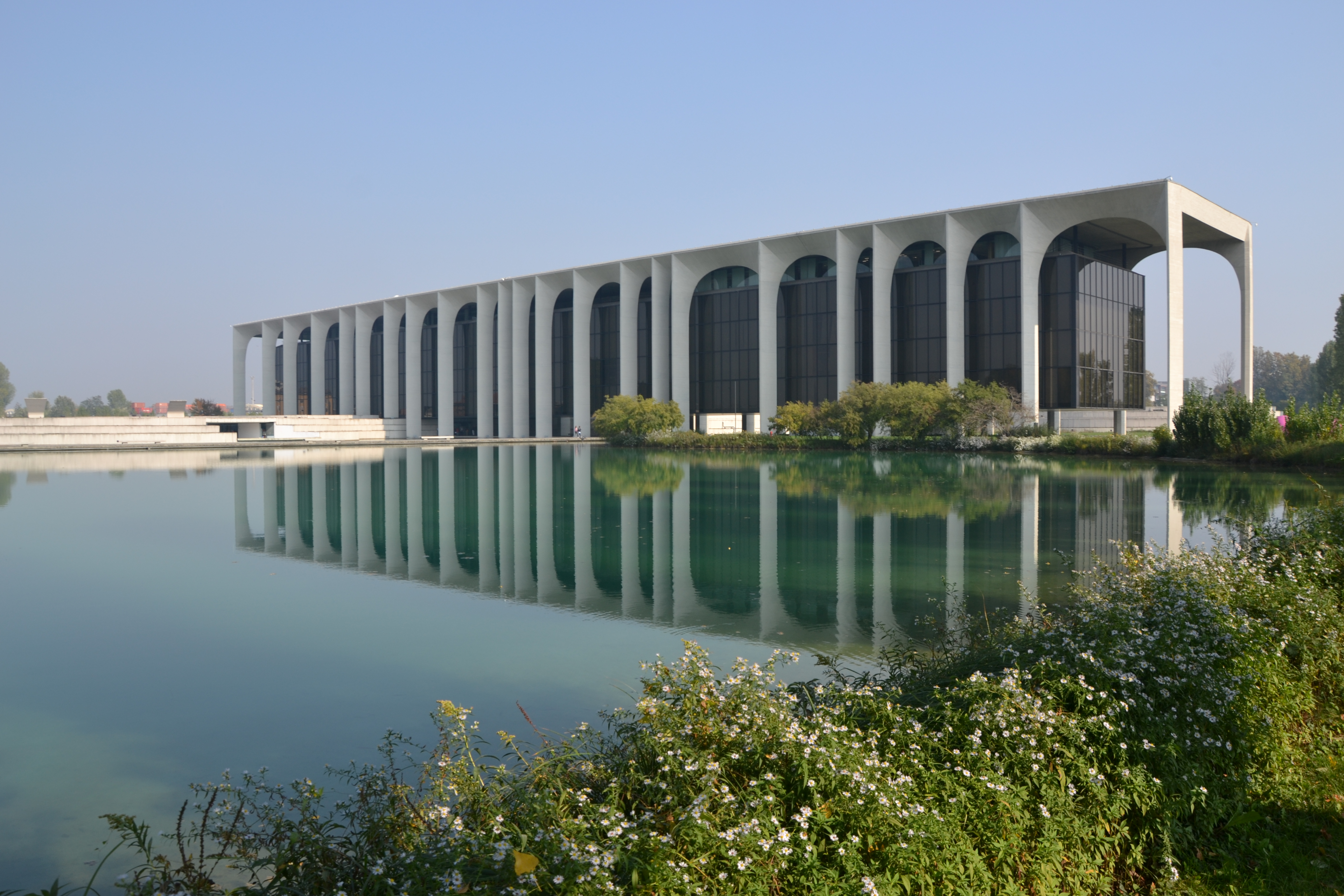
Sitz der Arnoldo Mondadori Editore in Mailand

## Geschäftsbereiche
Die Verlagsgruppe umfasst hauptsächlich die Geschäftsbereiche Bücher, Zeitschriften, Werbung, Printing und Retail/Einzelhandel sowie die beiden kleineren Divisionen Direktmarketing und Radio.

## Internationale Beteiligungen und Kooperationen
Von 2001 bis 2012 bestand ein in Barcelona ansässiges Joint Venture zwischen Mondadori und dem deutschen Medienkonzern Bertelsmann unter dem Namen Random House Mondadori, das den spanischen und lateinamerikanischen Markt unter verschiedenen Labeln mit Bucherzeugnissen belieferte. Die Anteile von Mondadori wurden 2012 von Bertelsmann aufgekauft und der spanischsprachige Verlag in den 2013 entstandenen Verlagskonzern Penguin Random House aufgenommen.
Im Juni 2006 übernahm Mondadori die französische Tochtergesellschaft des britischen Medienunternehmens EMAP plc und benannte diese im September 2006 in Mondadori France um. Mit 43 Zeitschriften ist Mondadori in Frankreich die Nummer 2 unter den Zeitschriftenverlegern. 
In Deutschland wurde im Oktober 2005, nach sieben Monate langen Verhandlungen, eine langfristige Kooperation mit dem Langenscheidt-Verlag abgeschlossen. Die beiden Verlage wollen ab April 2006 zusammen 16 Wörterbücher auf den Markt bringen. Die ersten davon sollen Universalwörterbücher für Deutsch, Englisch, Französisch und Spanisch sein, die im Langenscheidt-Design erscheinen werden. Mondadori arbeitete bislang vor allem mit Bertelsmann zusammen.

## Aktionäre
(Stand: Mai 2024)
- Fininvest: 53,30 %
- Eigene Aktien: 0,21 %
- Streubesitz: 46,49 %